# La Aurora (Zigarrenhersteller)

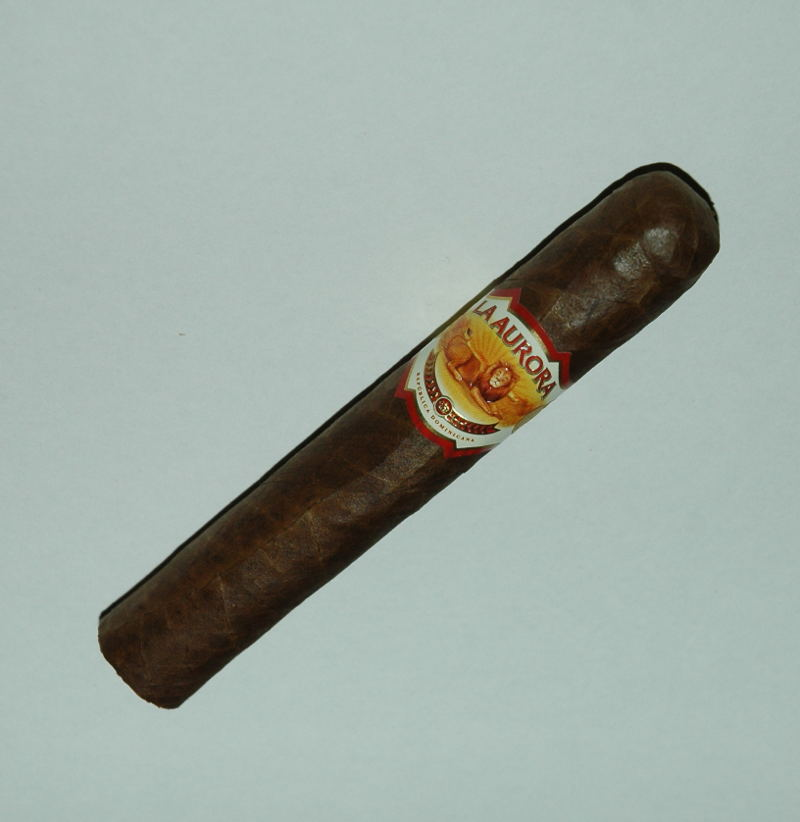
La Aurora Zigarre im Format Robusto

La Aurora SA ist ein Zigarrenhersteller aus der Dominikanischen Republik.
Der 18-jährige Eduardo Leon Jimenes, Sohn eines Tabakanbauers, gründete die Zigarrenfabrik im Jahr 1903 mit der Absicht, Zigarren von Weltklasse-Qualität herzustellen.
In den 1960er-Jahren ging das Unternehmen eine Partnerschaft mit dem international führenden Tabakkonzern Philip Morris ein. Seit 2006 konzentriert sich die Marke wieder auf ihre eigentliche Kernkompetenz, die Produktion edelster Zigarren. Der Hersteller gehört mittlerweile zum Empresa Leon Jimenes-Konzern, einem der größten Unternehmen in der Dominikanischen Republik.